# 托羅 (考卡河谷省)
托羅（西班牙語：Toro）是哥倫比亞考卡河谷省的城鎮，位於該國西部，距離首府卡利174公里，始建於1537年6月3日，面積166平方公里，海拔高度1,089米，2005年人口15,395。